# Stenoonops nitens
Stenoonops nitens är en spindelart som beskrevs av Bryant 1942. Stenoonops nitens ingår i släktet Stenoonops och familjen dansspindlar.
Artens utbredningsområde är Jungfruöarna. Inga underarter finns listade i Catalogue of Life.